# Centro histórico de Quebec
El Viejo Quebec es un barrio tradicional de Quebec ubicado al este de la colina de Quebec, y comprende el interior de las fortificaciones de la ciudad. Este es uno de los lugares más visitados de la región. Está conformado por dos zonas: la Ciudad Alta y la Ciudad Baja. Fue declarado Patrimonio de la Humanidad por la Unesco en 1985.
Administrativamente, es parte del distrito de La Cité y se encuentra en el barrio denominado Vieux-Québec—Cap-Blanc—colline Parlementaire en el municipio de la ciudad de Quebec.
A veces se le llama Barrio latino, pero más bien ese nombre se aplica a los alrededores del Seminario de Quebec, lugar original de la Universidad de Laval.

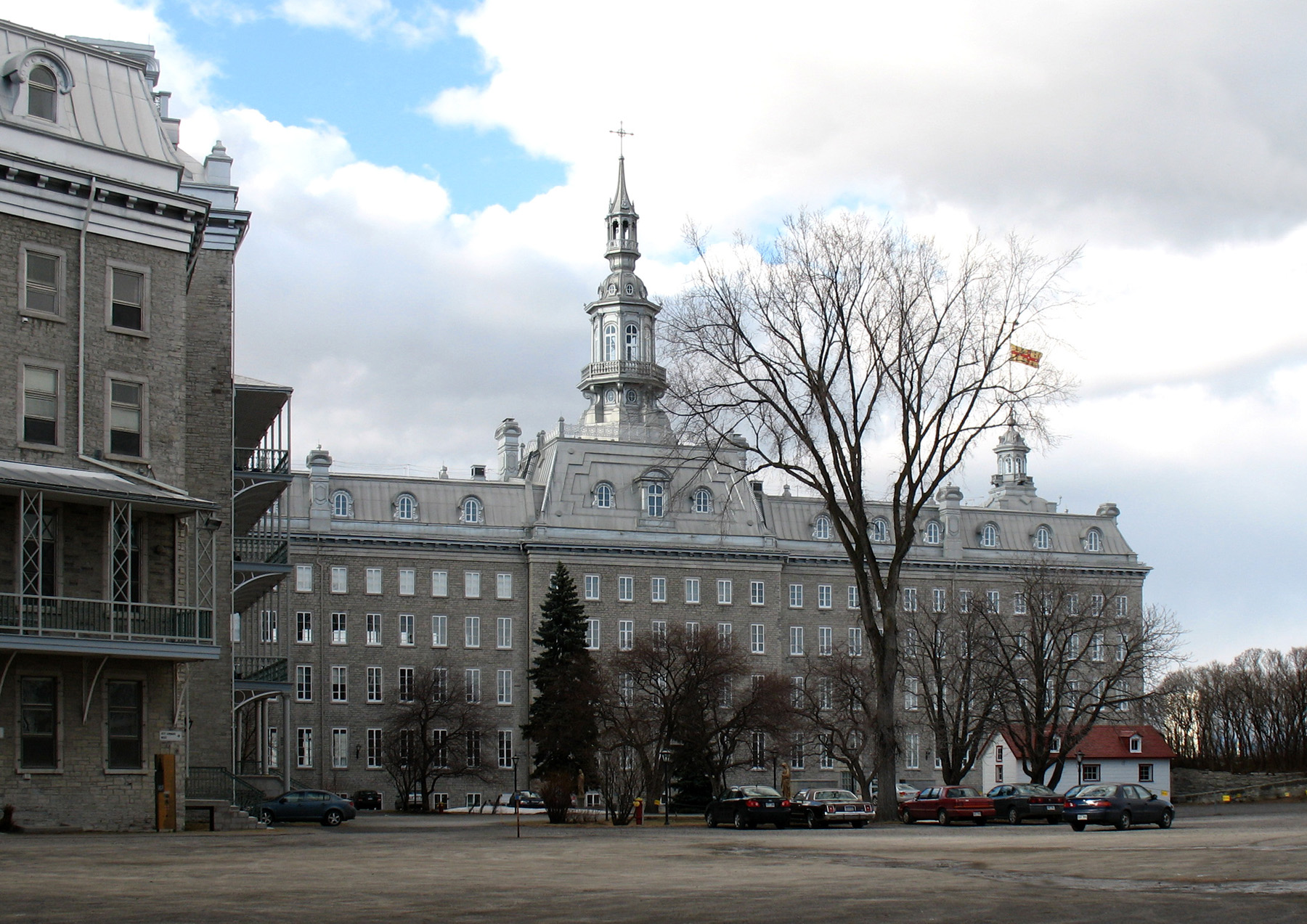
Seminario de Quebec.

## Historia
El barrio del Viejo Quebec (Ciudad Alta) se une a la (Ciudad Baja), formando la parte más antigua de Quebec. Elegida en 1620 por Champlain para instalar el Fuerte de San Luis, tuvo desde el inicio de la colonia y un papel administrativo y militar: las alturas estratégicas del Cap Diamant han determinado su vocación. Mientras que la Ciudad Baja se llenó de comerciantes y de artesanos, la Ciudad Alta estaba habitada por militares, funcionarios y miembros del clero.
A principios del siglo XVIII comenzó la subdivisión de grandes extensiones de tierra concedidas a las comunidades religiosas para atender al crecimiento de la población. En la Ciudad Alta se instaló una cierta actividad comercial. Su función defensiva también exigió la construcción de un recinto fortificado: grandes obras que perduraron a lo largo de varios años. Comenzadas a fines del siglo XVII, bajo el Régimen francés, continuaron hasta 1832, cuando los británicos terminaron la construcción de la Ciudadela.
La gran presencia militar en este ámbito siempre ha limitado su expansión. Además, al final del siglo XIX se quisieron demoler las fortificaciones, considerándolas innecesarias e incluso como un obstáculo para el desarrollo urbano. El Gobernador Dufferin consiguió conservar el carácter de la ciudad, aunque adaptando el espacio a las necesidades de una ciudad moderna.
Después de haber sufrido una cierta degradación durante la década de 1950, la zona ha experimentado desde la década de 1970 un nuevo impulso.
Murallas, ciudadela, casas de otros siglos, plazas y lugares históricos, es el rico patrimonio del casco antiguo de la ciudad Alta de Quebec. El legado de las generaciones anteriores y la belleza del lugar lo convierten en un lugar único. Es parte del distrito histórico y los tesoros que guarda le han valido el reconocimiento de la Unesco, en 1985.
La mayoría de los edificios del distrito datan del siglo XIX. La construcción de algunos de ellos incluso se remontan al XVII y al XVIII. La zona tiene varias calles comerciales, incluyendo las calles San Juan, Santa Ana y De Buade. La administración pública y las instituciones siguen ocupando un lugar importante en el corazón de la ciudad. Los siguientes edificios lo demuestran: el Ayuntamiento, el Seminario de Quebec, el convento de las Ursulinas, el monasterio de los Agustinos, el hospital de la Casa de Dios. Como la Ciudad Vieja es uno de los destinos turísticos más solicitados, también hay varios lugares de alojamiento, como el famoso Château Frontenac.
Muchos parques bien diseñados adornan la zona. Entre ellos, el parque de la Esplanada, de la Artillería, de los Gobernadores, el parque Montmorency y los jardines del Hotel de la Ciudad. Los excursionistas pueden caminar y disfrutar de la Place De Youville y la Terraza Dufferin, que ofrece una magnífica vista sobre el río San Lorenzo.

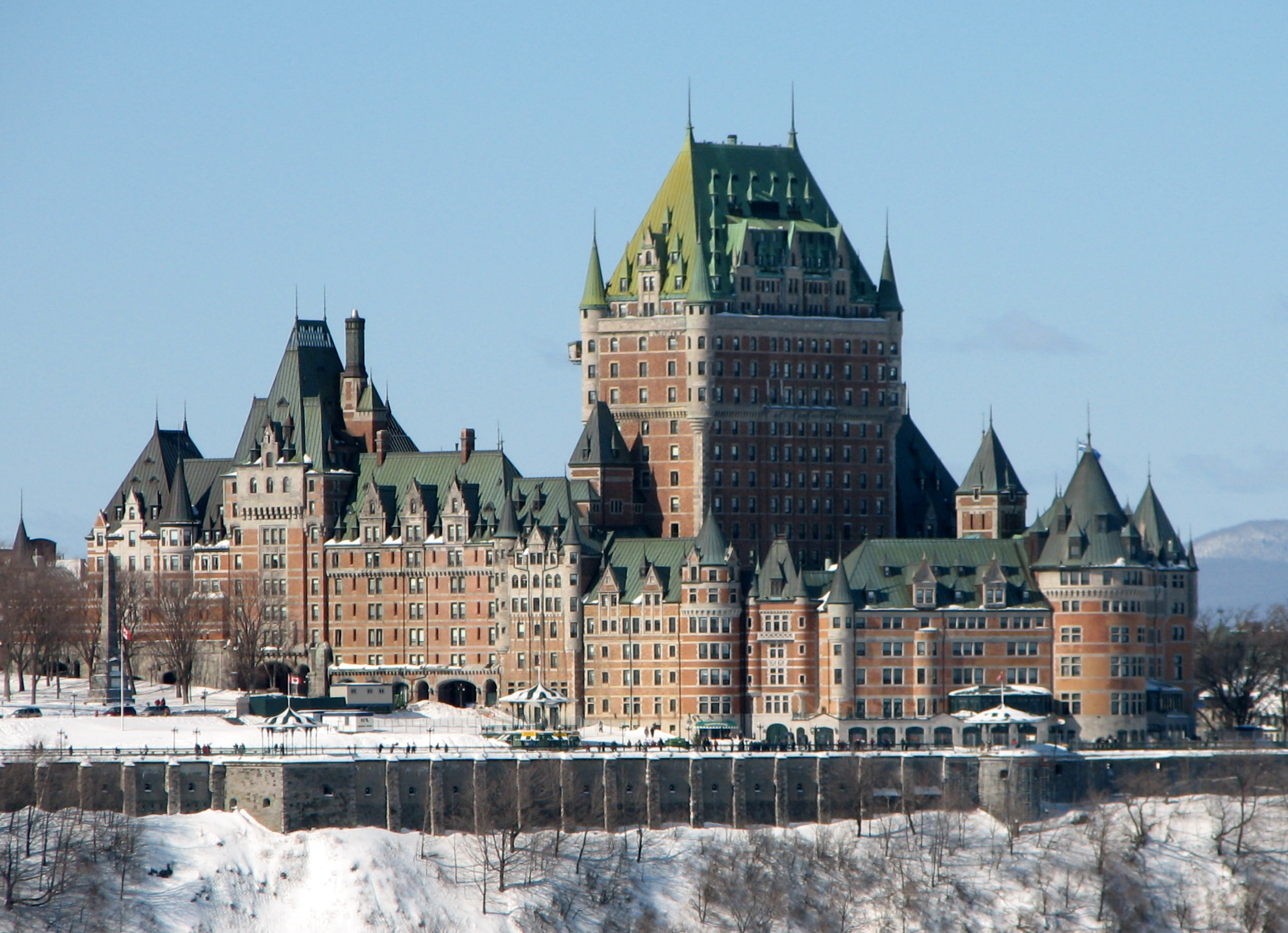
Castillo de Frontenac.

## Atracciones

### Sitios y monumentos

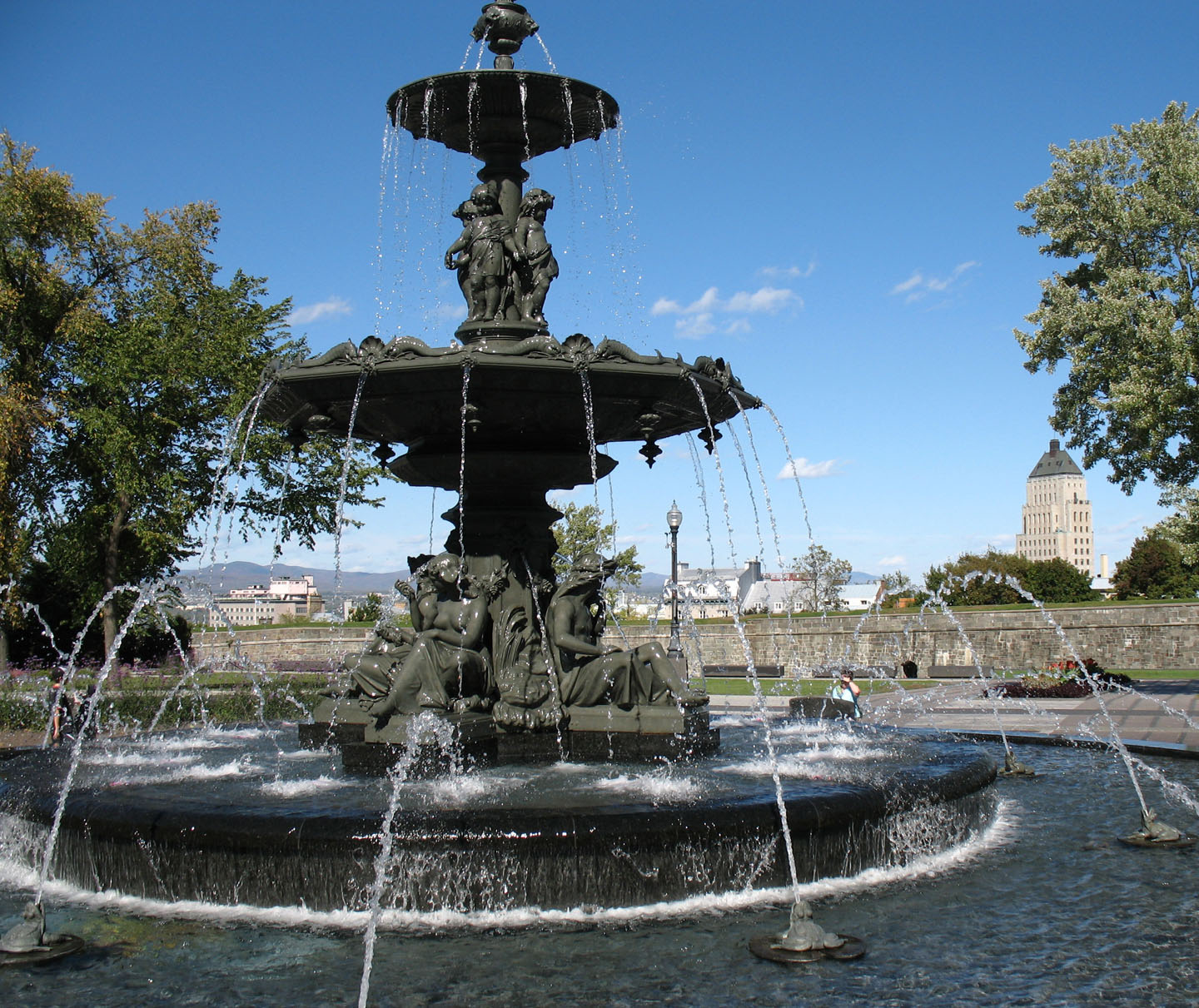
La fuente de Tourny.

- Fortificaciones: Puerta de San Juan y San Luis
- Castillo de Frontenac
- Seminario de Quebec
- Edificio Price
- Ayuntamiento de Quebec
- El Hospital del Hôtel-Dieu de Quebec (El hospital más antiguo de América del Norte)
- Edificio del parlamento de Quebec

### Plazas y calles
- Parque de la Esplanada
- Parque de Artillería
- Parque de los Gobernadores
- Parque Montmorency
- Jardines del Ayuntamiento
- Plaza de Youville
- Terraza Dufferin
- Plaza de las Naciones Unidas
- Calle de San Juan
- Calle de San Luis
- Calle de Santa Ana
- Calle de Buade
- Calle bajo el Fuerte
- Calle Couillard

### Edificios religiosos
- Basílica de Nuestra Señora de Quebec

### Museos, salas teatros y lugares de exposiciones
- Museo de la América francesa
- Museo del monasterio de los Augustinos del Hospital general de Quebec
- Museo de la Basílica-Catedral de Nuestra Señora de Quebec
- Centro de interpretación de la vida urbana de la Ciudad de Quebec
- Teatro del Conservatorio de Quebec
- Teatro Gros Bécs
- Palacio Montcalm
- Teatro del Capitolio de Quebec

### Centros de enseñanza
- Conservatorio de Quebec
- Pequeño Seminario de Quebec
- Pensionado San Luis de Gonzaga
- Colegio CDI
- Universidad Laval - Escuela de arquitectura